# 希腊-巴克特里亚王国
希腊-巴克特里亚王国（希臘語：Ελληνικό βασίλειο της Βακτριανής），是一个古代位于中亚巴克特里亞的希臘化国家。於前三世紀中，塞琉古帝國巴克特里亞總督狄奥多特一世獨立自立為王，歷經120餘年至被北方游牧民族——以塞人为核心种众的大月氏滅亡為止，希臘-巴克特里亚王国是中亞一個重要的希臘化文明中心。
希腊-巴克特里亚王国是否是汉朝史学家司马迁的《史记》中记载的张骞出使西域时所遇见的大夏，目前学术界尚有爭議。但當前大部分學者傾向大夏是希腊-巴克特里亚王国殘餘之說。

## 历史
前334年春，马其顿国王亚历山大渡过赫勒斯滂海峡（即达达尼尔海峡），开始了长达10年的东征之战，前327年，亚历山大大帝征服了巴克特里亚地区，前323年，亚历山大大帝去世后，他的手下开始了对亚历山大帝国土地的争夺，随后亚历山大帝国的东部地区被塞琉古一世征服，塞琉古帝国建立。
前246年左右，塞琉古帝国巴克特里亚地区的总督狄奥多特一世借着塞琉古帝国君主安条克二世逝世且塞琉古帝国军力衰落无暇东顾时宣布独立，希腊-巴克特里亚王国正式成立。
前238年，被称之为大益游牧部落联盟的一员——帕尼游牧民族的酋长阿尔沙克一世入侵希腊-巴克特里亚王国邻近的帕提亚建立了安息帝国，这使得希腊-巴克特里亚王国与西方希腊世界直接陆路被切断，当塞琉古国王塞琉古二世出兵讨伐安息帝国时，希腊-巴克特里亚王国也一旁夹击。
狄奥多特一世之子狄奥多特二世继位后与安息帝国签订和约并一同对付意图收复东方行省的塞琉古帝国，前230年左右希腊-巴克特里亚王国北部地区的一个总督欧西德莫斯一世夺取了狄奥多特家族的政权，自立为王。前208年，塞琉古国王安条克三世向东进军，在阿利乌河战役打败希腊-巴克特里亚王国军队，并围攻希腊-巴克特里亚王国都城薄知，但不能攻下。前206年，双方达成协议，安条克三世承认希腊-巴克特里亚王国的独立并把女儿许配给欧西德莫斯一世的儿子德米特里一世，但规定希腊-巴克特里亚王国必须像安息一样向塞琉古纳贡。

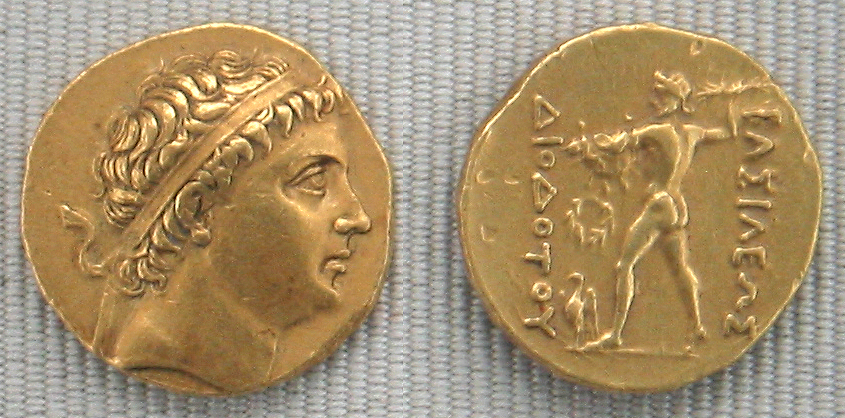
狄奥多特一世的金币（ΒΑΣΙΛΕΩΣ ΔΙΟΔΟΤΟΥ）

德米特里一世继位后，乘着孔雀王朝衰败之际大举南侵印度，将今阿富汗及巴基斯坦北部地区纳入希腊-巴克特里亚王国版图，前183年将都城迁至塔克西拉，使国家重心移入古印度西北部，国家达至极盛期，且重视希腊文化与印度文化的交融。
德米特里一世逝世原因不清楚，在前180年后希腊-巴克特里亚王国似乎先后或同时由多位执政者或副王把持，希腊-巴克特里亚王国可能陷入了内战，希腊-巴克特里亚王国从此一分为二：一个在巴克特里亚本土，后来的历史学家仍称其为希腊-巴克特里亚王国，另一个位于印度北部，被称为印度-希腊王国，并不时互相攻击。

### 滅亡
分裂后的希腊-巴克特里亚王国日趋衰弱，前168年，希腊贵族欧克拉提德一世占据希腊-巴克特里亚王国本土，建立了欧克拉提德王朝，希腊-巴克特里亚王国随后在与安息帝国米特里达梯一世的战争中失去了包含木鹿等地的王国西部，后来北方游牧民族塞迦的四個部落阿希人（Asii） 、帕色阿尼人（Pasiani）、吐火罗人和塞加罗里人（Sacarauli） 於前145年左右發起入侵希腊-巴克特里亚王国，王国最終於前130年左右遭遊牧民族塞迦人攻陷都城而灭亡，国王及其王室也在此后南迁至罽宾城。
前128年左右，西漢使節張騫來到王國已滅亡的巴克特里亞，並稱當地為大夏，一些學者如伯希和、塔恩（W. W. Tarn）、纳拉因（A.K. Narain）等認為，張騫所見到的大夏人是希腊-巴克特里亚殘餘的臣民，他們最終在游牧民族大月氏入侵下滅亡而臣服。但另一些學者如費迪南·馮·李希霍芬、王国维等認為張騫所見到的大夏人是塞種人，他們滅亡了希腊-巴克特里亚王國後，臣服於後來入侵的大月氏。

## 与《史记》中“大夏”的关系
希腊-巴克特里亚王国是否是汉朝时张骞出使西域时所遇见的大夏，目前学术界尚有一些爭議。
古希腊地理学家斯特拉波在《地理志》中记载“从希腊人那里夺取了巴克特里亚的是最著名的游牧部落。这些游牧部落是阿希人 、帕色阿尼人、吐火罗人和塞加罗里人，他们都来自遥远的锡尔河彼岸，与塞族及索格底亚那毗连的地区，这里曾经被塞族占据过。”古罗马历史学家特罗古斯和地理学家托勒密也有类似的记载，而中国汉朝时代的司马迁在《史记》中记载“月氏乃远去，过大宛，西击大夏而臣之”，学术界对于斯特拉波所记载的四支部族入侵希腊-巴克特里亚王国的事件与司马迁所记载的大月氏人入侵大夏的事件是否为同一件事存在着争议，这就导致对希腊-巴克特里亚王国是否就是《史记》中的“大夏”的看法不同。
目前学术界主要有两种观点：
- 第一种观点：希腊-巴克特里亚王国不是大夏。属于斯基台人的阿希人 、帕色阿尼人、吐火罗人和塞加罗里人向南迁移并推翻了希腊-巴克特里亚王国，后来大月氏人又入侵了塞族人在巴克特里亞所建立的国家并使之臣服，张骞所见到的大夏是遊牧民族塞族人所建立的国家，不是希腊-巴克特里亚王国。早期西方學者的费迪南·冯·李希特霍芬[1]、早期中國學者的王国维等[2]、現代中國學者余太山等支持此观点。
- 第二种观点：希腊-巴克特里亚王国就是大夏。该说法认为斯特拉波所记载的阿希人 、帕色阿尼人、吐火罗人和塞加罗里人入侵希腊-巴克特里亚王国的事件与司马迁所记载的大月氏人入侵大夏的事件是同一件事，《史记》中的大夏就是希腊-巴克特里亚王国，大月氏人就是四個部族其中之一。該說法認為，根據漢書「大月氏西破走塞王，塞王南越縣度」、「大月氏西君大夏，而塞王南君罽宾」的記載[3]，塞族並沒有往西進入巴克特里亚，而是往南從蔥嶺縣度翻過山區，直接進入印度的罽賓。相比大月氏之後往西後侵入巴克特里亞王國東部，大如前在145年左右摧毀王國東部大城阿伊-哈努姆[4]。並繼續隨後入侵巴克特里亞西部核心，並迫使殘餘的王國臣民稱臣，王國終亡於大月支之手[5][6]。前129年以後的张骞抵达巴克特里亚时，見證殘餘的臣民向大月支臣服的情形。近代學者如保罗·伯希和[7]、塔恩[8]、纳拉因[9]、現代中國學者楊巨平等支持此論，現為學界主流觀點[10][11][12][13]。

## 语言
希腊-巴克特里亚王国人说的语言按今日的语言学分类属于印欧语系印度-伊朗语族东北语支的一员（也有说法认为是吐火罗语族）。因受希腊化影响而与其它语言不同的是，希腊-巴克特里亚王国所讲的语言是语族内唯一采用希腊字母的语言。除了基本的字母以外，希腊-巴克特里亚王国还另外自制了一个字母‘Ϸ’，来表示/ʃ/（sh，“施”或“希”）这个音。

## 美术

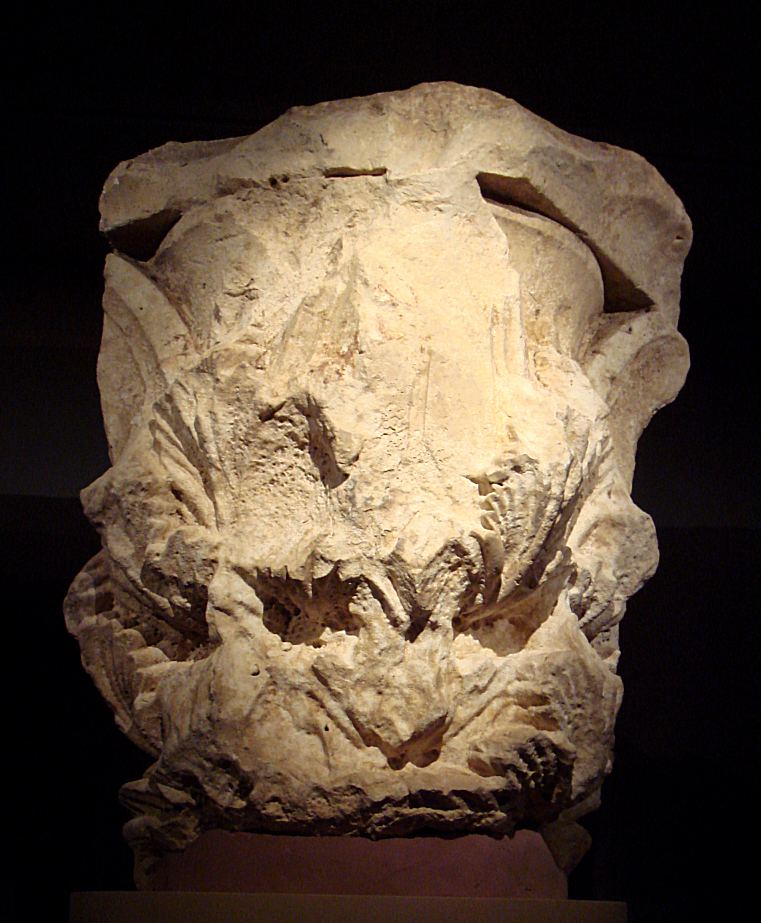
在希腊-巴克特里亚王国首都（今巴尔赫）所发现的希腊式遗迹

古代巴克特里亚的建筑艺术达到过相当高的水平，原本就建有大城市及许多定居点，有“千城之国”的美称。在希腊-巴克特里亚王国时代所建的都市，城墙厚实，上建长方形望楼，市区平面规划整齐，住房多用小扁石块修筑，基础则用生砖砌成，国都的王宫与贵族府邸更以壁画装饰。
希腊人统治时期发行过大量货币，其中流传下来的成为研究这一时期的历史与艺术的珍贵资料。这些货币正面为历代希腊统治者的肖像，皆系公元前3～前2世纪铸成。这些肖像生动传神，突破了在钱币上通常只刻画理想化君主形象的惯例，而把这些帝王的个人特点表现出来，反映出希腊-巴克特里亚王国艺术家的才华与尊重现实的创作态度。希腊-马其顿的征服者们也力图在宗教信仰上影响巴克特里亚人，因此在钱币背面都铸有希腊诸神，如宙斯、赫拉克勒斯与阿波罗的形象，但是本地居民并没有放弃自己原来的宗教信仰。这些钱币并不能证明当地人的文化已同化于纯希腊文化，事实上是两种文化相互影响的产物。由于历史原因与地理位置，希腊-巴克特里亚王国与希腊和印度在文化上都发生过广泛的联系。

## 经济
在希腊-巴克特里亚王国存在时期，中亚的农业和畜牧业获得迅速发展，种植小麦、稻谷、葡萄。来自希腊、马其顿、小亚细亚的移民大规模地屯田开荒，兴修水利。公元前3世纪以后，城市经济繁荣。在各遗址中，都发现有大量钱币（主要是银币），上面的王像和铭文，为研究者提供了有关王国的政治史、王室世系、编年的珍贵资料。同时，这些钱币还证明了当时繁荣的社会经济交流。希腊-巴克特里亚王国晚期君主欧西德莫斯二世曾发行白铜合金的钱币，但此技术之前仅中国持有，可视为与中国进行贸易或技术交流的证据。
希腊-巴克特里亚王国处在东西南北交通要道的会合处，亦是丝路上重镇。通往印度的商路和通往喀什噶尔的商路都经过希腊-巴克特里亚王国。联系希腊-巴克特里亚王国与西方的商路有两条。一条经过安息到埃克巴坦那前往安条克；另一条则是水路，经印度航运至埃及或条支。中国的丝绸，中亚、西伯利亚的黄金，印度的香料、象牙都从这里转运到西方，商队不绝于途。《史記·大宛列傳》記載，西漢張騫在大夏時見到產於蜀郡（今四川省）的邛竹杖和蜀布。

## 文化
由希腊移民创建的希腊-巴克特里亚王国的政治体制、经济结构、文化构成等都植根于古老的希腊文明。但是，由于这种外来文化是被移植、发展于同样具有古老文明的中亚腹地，并不断受到印度和波斯文化的影响与渗透，因而形成了一种以希腊文化为基调的“混成”文化。这种文化，对中亚古代文明的发展影响甚深，对中亚周边各文明区亦有程度不同的影响。
佛教经典《弥兰王问经》（南传巴利文佛经） 记载了希腊人与印度佛教的接触。东晋时翻译为汉文《那先比丘经》。这本书是弥难陀向一位僧侣那先比丘问道的集子，其解答明显是佛教教义。

## 历代君主

### 狄奥多特王朝
1. 狄奥多特一世 （约前250年–约前240年）
2. 狄奥多特二世 （约前240年–约前230年）

### 欧西德莫斯王朝
1. 欧西德莫斯一世 （前223年–约前200年）
2. 德米特里一世 （约前200年–约前180年）
3. 欧西德莫斯二世 （约前180年左右） 德米特里一世之子
4. 潘達雷昂（约前190年－约前180年）德米特里一世兄弟（？）
5. 阿加托克利斯（约前190年－约前180年）德米特里一世之子（？）

### 分裂时代
巴克特里亞本土
1. 安提瑪科斯一世 （约前180年－约前170年） 德米特里一世之子或兄弟（？）

健馱邏、旁遮普地區，被后来历史学家称为印度-希腊王国
1. 阿波羅多特斯一世
2. 安提玛科斯二世（约前174年－约前165年）安提玛科斯一世之子（？）

### 欧克拉提德王朝
巴克特里亞本土
1. 欧克拉提德一世（约前170年－约前145年）
2. 欧克拉提德二世（约前145年－约前140年）
3. 德米特里二世（？）
4. 柏拉图（约前145?年－约前140?年）欧克拉提德一世之兄弟（？）
5. 赫利奥克勒斯（约前145年－约前130年）欧克拉提德一世之子或兄弟（？）

## 延伸阅读
- Boardman, John (1994). The Diffusion of Classical Art in Antiquity. Princeton University Press. ISBN 0-691-03680-2.
- Boardman, John, Jasper Griffin, and Oswyn Murray (2001). The Oxford Illustrated History of Greece and the Hellenistic World. Oxford University Press. ISBN 978-0-19-285438-4.
- Bopearachchi, Osmund (1991). Monnaies Gréco-Bactriennes et Indo-Grecques, Catalogue Raisonné. Bibliothèque Nationale de France, ISBN 2-7177-1825-7.
- Bopearachchi, Osmund and Christine Sachs (2003). De l'Indus à l'Oxus, Archéologie de l'Asie Centrale: catalogue de l'exposition. ISBN 2-9516679-2-2.
- McEvilley, Thomas (2002).The Shape of Ancient Thought. Comparative studies in Greek and Indian Philosophies. Allworth Press and the School of Visual Arts. ISBN 1-58115-203-5
- Puri, B. N. (2000). Buddhism in Central Asia. Motilal Banarsidass, Delhi. ISBN 81-208-0372-8.
- Tarn, W. W. (1966) The Greeks in Bactria and India. 2nd Edition. Cambridge University Press.
- Watson, Burton, trans. (1993). Records of the Great Historian. Han dynasty II, by Sima Qian. Columbia University Press. ISBN 0-231-08167-7.